# Гольдберг, Анатолий Максимович
Анато́лий Макси́мович Го́льдберг (1910, Санкт-Петербург — 1982, Лондон) — британский журналист, историк; обозреватель и руководитель Русской службы радиостанции Би-би-си.

## Биография
Родился 7 мая 1910 года в Санкт-Петербурге.
В 1918 году с родителями эмигрировал в Германию. Семья поселилась в Берлине, где Анатолий посещал французскую школу, а позже изучал китайский и японский языки в Берлинской школе востоковедения. Окончил Берлинский университет, где изучал филологию и архитектуру.
В 1939 года в связи усилением преследования евреев нацистами в Германии уехал в Великобританию. 40 лет проработал на Би-Би-Си, из них 36 лет в Русской службе Би-би-си, был её руководителем в 1953—1958 гг. На протяжении многих лет (вплоть до начала 1980-х гг.) в программе "Глядя из Лондона" выходили в эфир комментарии А. Гольдберга к событиям в мире. При этом журналист, ведущий передачу, после короткого освещения события всегда произносил одну и ту же фразу: "Вот, что говорит об этом наш наблюдатель Анатолий Максимович Гольдберг". У слушателей эти комментарии были очень популярны.   
Умер в Лондоне 5 марта 1982 года.

## Конфликты
Правительственным ведомством, отвечающим за пропаганду в адрес СССР, был Информационно-исследовательский департамент МИД (IRD). В середине 1950-х гг IRD выдвинул претензии в Русской службе Би-би-си в том, что она не выражает британскую позицию и предложила заменить Гольдберга на более лояльного руководителя. В 1958 году Гольдберга сменили на посту главы Русской службы, но он остался её главным комментатором.
После вторжения в Чехословакию в 1968 году комментарии Голдберга вызвали раздражение Советского Союза, включая публичные обвинения в подрывной деятельности и шпионаже.